# Kurt und Erika Schrobach-Stiftung
Die Kurt und Erika Schrobach-Stiftung ist eine gemeinnützige Naturschutz-Stiftung bürgerlichen Rechts.
Sie wurde 1991 von den Eheleuten Kurt und Erika Schrobach gegründet. Zweck der Stiftung ist der Biotopschutz, also die Erhaltung und Entwicklung naturnaher, landschaftstypischer und gefährdeter Lebensräume mit ihrer Pflanzen- und Tierwelt.
Die Schrobach-Stiftung arbeitet eng mit lokal verankerten Vereinen und Verbänden zusammen. Dabei werden die Interessen der Kommunen, der Land- und Forstwirtschaft oder des Tourismus berücksichtigt, um zu einvernehmlichen Lösungen zu kommen.
Der Wirkungsbereich der Schrobach-Stiftung erstreckt sich auf das Bundesland Schleswig-Holstein. Mit derzeit rund 3200 ha gesicherter Fläche ist sie dort die größte private Naturschutz-Stiftung.
Die Arbeit der Stiftung konzentriert sich auf verschiedene Schwerpunktgebiete in Schleswig-Holstein:
- Pohnsdorfer Stauung
- Obere Treenelandschaft, siehe auch Fröruper Berge, Düne am Treßsee,
- Naturpark Aukrug, siehe auch Tönsheider Wald, Boxberg (Aukrug) und Kirchweddelbach
- Alte Schwentine
- Mittlere Treene
- Leezener Au Niederung

Sie ist zudem Trägerin landesweiter Artenschutz-Projekte für Fledermäuse und Insekten und war beteiligt an den abgeschlossenen Bundesprojekten „Der Scheidige Gelbstern (Gagea spathacea) in Deutschland“ und „Bedeutung des Eschentriebsterbens für die Biodiversität von Wäldern und Strategien zu ihrer Erhaltung“.